# Morocco Tennis Tour Marrakech 2007
Il Morocco Tennis Tour Marrakech 2007 è stato un torneo di tennis facente parte della categoria ATP Challenger Series nell'ambito dell'ATP Challenger Series 2007. Il torneo si è giocato a Marrakech in Marocco dal 16 al 22 aprile 2007 su campi in terra rossa e aveva un montepremi di €85 000+H.

## Vincitori

### Singolare
Younes El Aynaoui ha battuto in finale  Peter Luczak con il punteggio di 6–2, 6–4

### Doppio
Tomáš Cibulec /  Jordan Kerr hanno battuto in finale  Leoš Friedl /  Michal Mertiňák con il punteggio di 6–2, 6–4